# Glavice (Sanski Most)
Pour les articles homonymes, voir Glavice.
Glavice (en serbe cyrillique : Главице) est un village de Bosnie-Herzégovine. Il est situé dans la municipalité de Sanski Most, dans le canton d'Una-Sana et dans la fédération de Bosnie-et-Herzégovine. Selon les premiers résultats du recensement bosnien de 2013, il compte 30 habitants.

## Démographie

### Évolution historique de la population dans la localité
| 1948 | 1953 | 1961 | 1971 | 1981 | 1991 | 2013 |
| ---- | ---- | ---- | ---- | ---- | ---- | ---- |
| -    | -    | 532  | 496  | 417  | 311  | 30   |

|  |

### Répartition de la population par nationalités (1991)
En 1991, les 311 habitants du village étaient tous serbes.